# Kámforolaj
Az kámforolaj a kámfor (Cinnamomum camphora) illóolaja (Camphorae aetheroleum).
Hatóanyag
Kínában 5 kemotípust különböztetnek meg:
- A kámfor-típusban: 1% illóolaj kb. 80% kámforral,
- a linalool-típusban: 0,3-0,8% illóolaj, kb. 90% linaloollal és 2% caryophyllennel,
- a cineol-típusban: 0,75% illóolaj, kb. 50% 1,8-cineol, 14% terpineol, 7% pinen, 3% bornilacetát és 2% linalool,
- a borneol-típusban: 0,8%  illóolaj, kb. 80% borneollal, 3% kámforral,
- az  izo-nerolidol-típusban: 0,4% illóolaj izo-nerolidol kb. 60%, terpineol és linalool

## Hatásai
Általános erősítő, lázcsillapító. Enyhíti a meghűléses betegségek tüneteit, csillapítja a gyomor- és bélpanaszokat.
Alkalmazás
kámfor-előállítás, kámfor illóolajok kivonása, illatszeripar, kozmetikumok gyártása.

## Használata
Gombafertőzésnél is hatékony fertőtlenítő, csillapítja a fájdalmat és erősíti az idegeket. Gombaölő hatása miatt a lábápolószerek egyik összetevője. Oldja a görcsöket, növeli a vérnyomást. Izzasztó hatású és serkenti a vérkeringést. Vízhajtó hatású.
Nátha és influenza esetén használt fürdőolajok és balzsamok alkotóeleme. Bedörzsölőszerként reuma ellen hat. Belélegezve is alkalmas nátha és influenza tüneteinek enyhítésére, valamint segíti a józan gondolkodást, a döntésképességet és a magabiztosságot. Használ depresszió és hisztéria ellen is.